# Parque Central de la ciudad de Buenos Aires
El Parque Central de la ciudad de Buenos Aires es un predio de 60 ha que se conoce hoy como Agronomía, aparentemente grande, es apenas lo que resta de lo que originalmente fuera el Parque Central (Gran Parque Central) de Buenos Aires formalizado como una iniciativa gubernamental por el intendente Torcuato de Alvear en 1890, año de la Federalización de la ciudad.
Su creación acompañó procesos similares de otros países procurando brindar a la ciudad servicios de salud ambiental al estilo del Hyde Park de Nueva York o el Regent Park de Londres. La autoría intelectual de estos parques en ciudades en expansión había sido aconsejada y realizada en Europa por el urbanista francés Barón de Haussman y por los paisajistas André y Alphand. 
A la fecha de esta iniciativa en Buenos Aires, ya habían pasado 30 años desde la fundación del Central Park de N.Y. y aún faltaban otros 20 para que el presidente Roca los estableciera formalmente mediante su decreto del 28 de diciembre de 1900.

## Historia
En aras de ampliar la Capital de la República, en 1887 la provincia de Buenos Aires cedió a la Federalización los partidos de Belgrano y Flores y estos terrenos, que anteriormente se conocían como "del Oeste", ya que estaban fuera del tejido urbano, pasan a ser el Gran Parque Central tal como figura en los Planos Maestros de la ciudad en ese mismo año. 
El presidente Julio A. Roca en su decreto del 28 de diciembre de 1900, hace ley la formación en los terrenos de la llamada "Chacrita de los Colegiales" de este gran paseo público de 185 ha que hasta el presente nunca ha dejado de serlo, ya que ninguna resolución de similar jerarquía ha dispuesto lo contrario o ha cancelado lo allí estipulado.
Sí ha acontecido, que el Parque Central ha padecido numerosas mermas por cesiones para distintos fines, muchos de ellos vinculados a la educación y a la salud pública, pero en su casi totalidad con destino a instituciones nacionales o municipales que desde el punto de vista del uso que hicieron del suelo, lo conservan prácticamente intacto, aunque sin cuidados específicos como totalidad.